# Cheirotonus jansoni
Cheirotonus jansoni är en skalbaggsart som beskrevs av Jordan 1898. Cheirotonus jansoni ingår i släktet Cheirotonus och familjen Euchiridae. Inga underarter finns listade i Catalogue of Life.